# Mariano Esteva y Ulibarri
Mariano Esteva y Ulibarri fue un abogado y poeta mexicano nacido en Veracruz. En 1842 fue magistrado Suplente del Tribunal Superior de Justicia en la Ciudad de México. En 1849 fue síndico del Ayuntamiento de México. Gobernador interino del Estado de México en abril de 1827.
Colaboró en diversas publicaciones de la época, pero su obra poética quedó dispersa.
Murió en la Ciudad de México probablemente en 1857 y fue sepultado en el Panteón de San Fernando.